# روجر ناش
روجر نـاش هو شاعر كندي، ولد في 3 نوفمبر 1942.